# Villers-sur-Saulnot
Villers-sur-Saulnot – miejscowość i gmina we Francji, w regionie Burgundia-Franche-Comté, w departamencie Górna Saona.
Według danych na rok 1990 gminę zamieszkiwało 116 osób, a gęstość zaludnienia wynosiła 49 osób/km² (wśród 1786 gmin Franche-Comté Villers-sur-Saulnot plasuje się na 627. miejscu pod względem liczby ludności, natomiast pod względem powierzchni na miejscu 1000.).